# 比格勒姆根杰
比格勒姆根杰（Bikramganj）是印度比哈尔邦Rohtas县的一个城镇。总人口38391（2001年）。

## 人口
该地2001年总人口38391人，其中男性20329人，女性18062人；0—6岁人口7133人，其中男3743人，女3390人；识字率57.96%，其中男性为66.97%，女性为47.82%。